# Romeral
Romeral – miasto w Chile, w regionie Maule, w prowincji Curicó.